# България на зимните олимпийски игри 2006
България участва на XX Зимни олимпийски игри през 2006 г. във Торино, Италия. Съставът е от 21 спортиста (11 мъже и 10 жени) в осем спорта. Българският флаг е носен при откриването от Екатерина Дафовска а при закриването от сребърната медалистка Евгения Раданова.

## Медалисти
| Медал | Име              | Спорт    | Събитие   |
| ----- | ---------------- | -------- | --------- |
| 02    | Евгения Раданова | шорттрек | жени 500м |

## Спортове и участници

### Биатлон
| Мъже - Виталий Руденчик | Жени - Екатерина Дафовска - Павлина Филипова - Ирина Никулчина - Нина Кадева - Радка Попова |

### Ски алпийски дисциплини
| Мъже - Стефан Георгиев - Михаил Седянков - Деян Тодоров | Жени - Мария Киркова |

### Ски бягане
| Мъже - Иван Баряков | Жени - Антония Григорова - Теодора Малчева |

### Фигурно пързаляне
| Мъже - Иван Динев | Спортни двойки - Румяна Спасова - Станимир Тодоров | Танцови двойки - Албена Денкова - Максим Стависки |

### Сноуборд
Жени
- Александра Жекова

### Спортни шейни
| Мъже | Петър Илиев |

### Шорттрек
| Жени - Евгения Раданова |

### Ски скокове
| - Петър Фъртунов - Георги Жарков |